# Пихлер, Каролина
Каролина Пихлер (нем. Caroline Pichler; 7 сентября 1769, Вена — 9 июля 1843, Вена) — австрийская писательница и владелица салона. Дочь придворного советника Франца фон Грейнера (1730—1798) и его жены Шарлотты, урождённой Иеронимус (1739—1815).

## Биография
Каролина Пихлер родилась в Вене. В детстве она познакомилась с Гайдном и была ученицей Моцарта, которые регулярно исполняли музыку в резиденции Грейнеров. Изучала латынь, французский, итальянский и английский языки. В возрасте 12 лет Пихлер опубликовала свое первое стихотворение. В 1796 году Каролина вышла замуж за Андреаса Пихлера, правительственного чиновника. На протяжении многих лет её салон был центром литературной жизни в столице Австрии, посещаемым, среди прочих, Бетховеном, Шубертом, Фридрихом фон Шлегелем и Грильпарцером в 1802—1824 годах. Она умерла в Вене в 1843 году и через 50 лет после смерти была перезахоронена на Центральном кладбище Вены.

## Творчество
Свои первые произведения, которые ряд критиков считают талантливыми, но незрелыми, публиковала анонимно. Её полное собрание сочинений насчитывает 60 томов; среди них — автобиография в четырёх томах «Denkwürdigkeiten aus meinem Leben» («Воспоминания из моей жизни»), была опубликована посмертно в 1844 году, ряд произведений в жанре исторической романтики (об античных временах), бывших в своё время весьма популярными, и ряд «бытовых» романов.
Ее последняя работа была «Zeitbilder» (1840).
Некоторые из ее эссе были сокращены и включены в антологию немецких писательниц.

## Публикации на русском языке
- Агафоклес, или Письма, писанные из Рима и Греции в начале четвертого столетия. — М., 1814.
  - Часть первая
  - Часть вторая
  - Часть третья
  - Часть четвертая
- Густав Адольф, король Шведский, или любовь и великодушие. — М., 1823.